# Tambores cónicos
Los tambores cónicos son un tipo de membranófonos en forma de cono. Por lo tanto, no tienen el mismo diámetro en todo el largo de su armazón y la circunferencia de una cara es mayor que la otra cara del tambor. Este grupo incluye el timbal bahiano.